# San José de Veladores
San José de Veladores är en ort i Mexiko.   Den ligger i kommunen Tlaltenango de Sánchez Román och delstaten Zacatecas, i den centrala delen av landet, 500 km nordväst om huvudstaden Mexico City. San José de Veladores ligger 1 735 meter över havet och antalet invånare är 245.
Terrängen runt San José de Veladores är varierad. Runt San José de Veladores är det ganska glesbefolkat, med 31 invånare per kvadratkilometer. Närmaste större samhälle är Tlaltenango de Sánchez Román, 3,5 km väster om San José de Veladores. I omgivningarna runt San José de Veladores växer huvudsakligen savannskog.